# Mechelse gesprekken

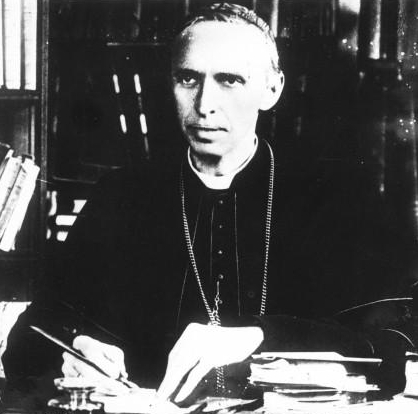
Kardinaal Mercier, initiatiefnemer van de Mechelse gesprekken.

De Mechelse gesprekken waren een reeks informele discussies over de mogelijkheden tot een hereniging tussen de Katholieke Kerk en de Anglicaanse Kerk (Kerk van Engeland). Deze gesprekken gingen door te Mechelen, vandaar de benaming.

## Doel
Het doel van de Mechelse gesprekken was de eenmaking onder bepaalde voorwaarden tussen de Katholieke Kerk en de in 1543 onder Hendrik VIII van Engeland afgescheurde Kerk van Engeland. Deze voorwaarden druisten in tegen het beeld van de Katholieke Kerk, dewelke alleen een oecumene van de terugkeer als mogelijkheid zag. De gesprekken werden in het begin gesteund door het Vaticaan, maar bij het verder verloop nam de kritiek toe.

## Geschiedenis
De gesprekken gingen door in het Aartsbisschoppelijk Paleis van Mechelen van 1921 tot 1927, grotendeels op initiatief van kardinaal Mercier, maar met de steun van het Vaticaan en de anglicaanse aartsbisschoppen van Canterbury en York.
Het aantal personen die deelnamen aan de gesprekken varieerde, maar bevatten aan anglicaanse zijde de toekomstige Lord Halifax, de bisschoppen Frere en Gore, Armitage Robinson, de deken van Wells en doctor Kidd. De katholieke gesprekspartners waren:  kardinaal Mercier, Pierre Batiffol, Hemmer, Portal en Merciers opvolger als aartsbisschop van Mechelen Jozef Van Roey, die fungeerde als theologisch expert en de gesprekken beëindigde in 1927. Het werk L’eglise anglicane unie, mais non absorbée van dom Lambert Beauduin uit 1925 werd bij de gesprekken gebruikt.
Persoonlijk was Van Roey minder enthousiast over het idee van de eenheid tussen de beide Kerken dan zijn voorganger en kardinaal Bourne van Westminster spoorde het Vaticaan met succes aan de steun en aanmoediging terug te trekken in de lijn met de bul Apostolicae Curae van paus Leo XIII uit 1896, dewelke de geldigheid van anglicaanse wijdingen ontkende. Dit betekende het einde van de Mechelse gesprekken.
Op 6 januari 1928 publiceerde paus Pius XI de encycliek Mortalium Animos. Deze encycliek handelt over de christelijke eenheid en is een voorbeeld van de compromisloze oecumene terugkeer naar de Katholieke Kerk.

## Trivia

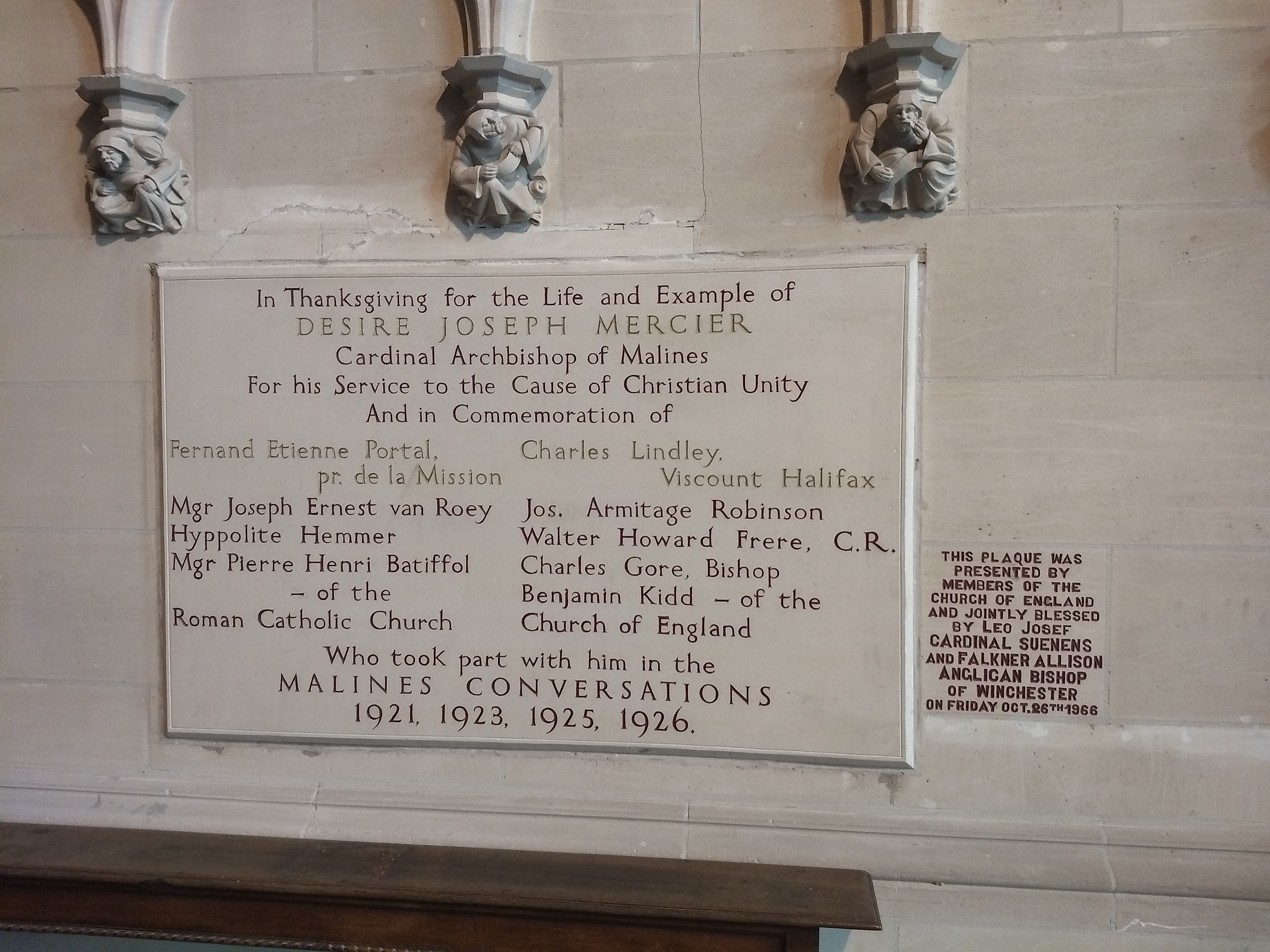
2021-04-12 Malines-conversations

- In de grafkapel van kardinaal Mercier in de Sint-Romboutskathedraal hangt een gedenkplaat die aan de Mechelse gesprekken herinnert.